# Arkadi Ostrovski
Arkadi (Avraam) Ilitx Ostrovski (en alfabet ciríl·lic Аркадий (Авраам) Ильич Островский; Sízran, 25 de febrer de 1914 – Sotxi, 18 de setembre de 1967) va ser un compositor rus de música, autor de la cançó «Пусть всегда будет солнце» (Pust vsegdà búdet solntse, 'Que sempre faci sol') i d'altres cançons soviètiques de la dècada de 1960, incloent la cançó de bressol del programa infantil de la televisió russa Спокойной ночи, малыши! (Spokóinoi notxi, malixi!, 'Bona nit, petitons!'), en antena durant més de 50 anys.
Ostrovski va néixer a Sízran, vora el Volga. El seu pare, Ilià Ilitx, era un afinador d'instruments musicals. El 1927 va anar a viure a Leningrad per estudiar música. Més endavant va treballar a l'orquestra de jazz de Leonid Utiósov, entre 1940 i 1947, on va compondre les seves primeres obres. Als anys 1960, va començar a escriure textos per a les seves composicions musicals. Més endavant va compondre també música infantil; va esdevenir l'autor i compositor de moltes de les cançons més populars de la Unió Soviètica i del bloc dels països de l'Est. És conegut per haver compost la cançó «Que sempre faci sol», que el 1962 Tamara Miansàrova va interpretar al Festival Internacional de la Cançó de la ciutat polonesa de Sopot, on va guanyar el primer premi.
Ostrovski va morir a Sotxi el 1967.

## Memd'internet
El 2009, al YouTube es va penjar un vídeo de 1976 del cantant Eduard Khil que interpretava la cançó «Я очень рад, ведь я, наконец, возвращаюсь домой» (Ia otxen rad, ved ia, nakonets, vozvraixtxaius domoi, 'Estic molt content de, per fi, tornar a casa'), creada per Ostrovski, la qual es va convertir ràpidament en un fenomen d'internet conegut com el Trololó. La cançó, escrita per Ostrovski, també va ser interpretada per altres artistes com Valeri Obodzinski i Muslim Magomàiev al programa de televisió Голубой огонёк (Goluboi ogoniok, 'La llumeta blava'), Ióssif Kobzon, Maia Kristalínskaia, Edita Piekha o Oleg Anófriev, entre d'altres.

## Cançons famoses
- «А у нас во дворе» (A u nas vo dvore, 'Al nostre pati')
- «Атомный век» (Àtomni vek, 'L'era atòmica')
- «Вот снова этот двор» (Vot snova ètot dvor, 'Vet aquí de nou aquest pati')
- «Голос земли» (Golos zemlí, 'La veu de la terra')
- «Город спит» (Górod spit, 'La ciutat dorm')
- «Детство ушло вдаль» (Detstvo uixló vdal, 'La infància se n'ha anat')
- «Зори московские» (Zori moskóvskie, 'L'alba de Moscou')
- «И опять во дворе» (I opiat vo dvore, 'I una altra vegada al pati')
- «Как провожают пароходы» (Kak provojàiut parokhodi, 'Com acompanyar els vaixells')
- «Круги на воде» (Krugui na vodè, 'Cercles a l'aigua')
- «Лунный камень» (Lunni kamen, 'La pedra lunar')
- «Мальчишки» (Màltxixki, 'Els nois')
- «Песня любви» (Pèsnia liubí, 'Cançó d'amor')
- «Песня остаётся с человеком» (Pèsnia ostaiótsia s txelovèkom, 'La cançó es queda amb la persona')
- «Пусть всегда будет солнце» (Pust vsegdà búdet solntse, 'Que sempre faci sol')
- «Спят усталые игрушки» (Spiat ustàlie igruixki, 'Les joguines cansades s'han adormit')
- «Старый парк» (Stari park, 'El vell parc')
- «Я тебя подожду» (Ia tebià podojdú, 'T'espero')
- «Я очень рад, ведь я, наконец, возвращаюсь домой» (Ia otxen rad, ved ia, nakonets, vozvraixtxaius domoi, 'Estic molt content de, per fi, tornar a casa')